# Ben Monteiro
Ruben Monteiro (Lisboa, 18 de outubro de 1980), mais conhecido como Ben Monteiro, é um músico, produtor e compositor português, sediado em Lisboa. Destaca-se pela sua participação na banda D'Alva e pelas suas colaborações com vários artistas da cena musical portuguesa. Recentemente, integrou a banda GNR ao vivo.

## Biografia
Ben Monteiro (Ruben Monteiro) nasceu em Lisboa, 1980, filho de pai cabo-verdiano e mãe portuguesa, nascida no Rio de Janeiro.
A sua educação musical inicial foi influenciada pelo livro de coros e hinos de igreja do seu pai. Embora tenha estudado Design, optou por se formar na Escola Profissional de Artes e Ofícios do Espetáculo em 1999. Trabalhou como designer, ilustrador, videógrafo e realizador.  
Em 2013, formou a banda D'Alva juntamente com Alex D'Alva Teixeira, marcando o início da sua dedicação à música a tempo inteiro. A banda ganhou reconhecimento pela sua sonoridade pop com influências de música eletrónica e 80s.
Além do seu trabalho com D'Alva, Monteiro tem-se destacado como produtor e compositor, colaborando com artistas como Alex D'Alva, Ana Bacalhau, Ana Cláudia, Capicua, 
Cláudia Pascoal, David Carreira, Deolinda Kinzimba, Diogo Piçarra, Dina, Gospel Collective, HMB, Isaura, Jasmin Jones, João Couto,
Joana Espadinha, Maro, Marta Lima, Mickael Carreira, Miguel Ângelo, Os Lacraus, Pedro Saraiva (SirAiva), Sam The Kid, Samuel Úria, Sebastian Yatra, Sir Scratch, Virgul, entre muitos outros. A produção de Ben Monteiro influencia a sonoridade dos artistas, refletindo a sua capacidade de adaptação.
Desde 2017, Ben partilha o seu conhecimento através do ensino de produção musical, songwriting e Ableton Live nas escolas Restart, Etic e World Academy.
Adicionalmente, integra o roster de produtores e songwriters dos Great Danes Studios em Oeiras, reforçando a sua presença na produção musical em Portugal.
Recentemente, Monteiro juntou-se à banda (ao vivo) GNR, um dos principais conjuntos na cena musical portuguesa.

## D'Alva
É uma banda portuguesa formada em 2013 por Ben Monteiro e Alex D'Alva Teixeira e hoje conta com o baterista Gonçalo de Almeida como membro permanente. A banda lançou o seu primeiro álbum, "#batequebate", em 2014, seguido por "Maus Êxitos", em 2018 e "SOMOS" em 2022. A sua música é caracterizada por uma mistura de pop, referências retro e música eletrónica, com letras que exploram temas contemporâneos e os seus concertos memoráveis pela energia.

## Produção e composição
Como produtor e compositor, Ben Monteiro tem trabalhado com vários artistas da cena musical portuguesa. O seu mais recente trabalho com Marta Lima no EP "Postal em Branco" foi particularmente notável, ajudando a moldar o som da artista. Outros trabalhos incluem centenas de colaborações desde Ana Bacalhau, Joana Espadinha a Virgul.

## Reconhecimento
Seu segundo disco com a banda D'Alva, Maus Êxitos (2018), atingiu o primeiro lugar do top de álbuns mais vendidos no iTunes. O primeiro single desse disco, "Verdade Sem Consequência", foi um sucesso nas rádios portuguesas e esteve em primeiro lugar no Top A3-30 da Antena 3.
Em 2019, integrou ao lado de Alex D'Alva, a lista de compositores convidados pela RTP, a comporem um tema para a edição desse ano, do Festival da Canção.  O tema intitulado Inércia, teve como interprete a cantora Ana Cláudia, e passou à final com 13 pontos. 

## Discografia
Entre a sua discografia encontram-se: 
- Just The Way U R, Triplet, 2004
- A FlorCaveira Apresenta: Cinco Subsidios Para O Panque-Roque Do Senhor, Vários, 2006
- A fight For Your Heart, Triplet, 2007
- Noise Noise Noise, Triplet, 2010
- V, Tiago Guillul, 2010
- Ruptura Explosiva, Vários, 2011
- Radio Lacrau, Os Lacraus, 2011
- Os Lacraus Encaram o Lobo, Os Lacraus, 2011
- As Cabanas do Tédio - 7-inch, Os Lacraus, 2011
- Não é um Projeto, Alex D'Alva Teixeira, 2012
- O Grande Medo do Pequeno Mundo, Samuel Úria, 2013
- #batequebate, D'Alva, 2014[15]
- De Outono, Ana Cláudia, 2014
- Serendipity, Isaura, 2015
- Instinto, Mickael Carreira, 2016
- Saber Aceitar, Virgul, 2017
- Varios - A Herdeira, 2017
- Various – RFM: A Nossa Seleção De Música Portuguesa, 2017
- Maus Êxitos, D'Alva, 2018[15]
- Various – Festival Da Canção 2019
- Jubilo, Virgul, 2020
- Melodramático, HMB, 2020[8]
- SOMOS, D'Alva, 2022[16]
- Invisível, Isaura, 2023
- Vergonha na Cara, Joana Espadinha, 2024
- Efeito Submarino, João Couto, 2025
- Postal em Branco, Marta Lima, 2025[7]
- & various singles[8]